# 咸池二
HD 36041，又名BD+39 1322，SAO 58129、HR 1825，是一颗御夫座的恒星，视星等为6.37，位于銀經169.15，銀緯3.23，其B1900.0坐标为赤經5h 23m 47.4s，赤緯+39° 3.23′ 52″。